# Tajemniczy ogród (film 1994)
Tajemniczy ogród (ang. The Secret Garden, 1994) – amerykańsko-brytyjski film animowany w reżyserii Dave’a Edwardsa. Ekranizacja powieści pod tym samym tytułem autorstwa Frances Hodgson Burnett.

## Obsada (głosy)
- Anndi McAfee jako Mary Lennox
- Richard Stuart jako Colin
- Felix Bell jako Dickon
- Honor Blackman jako Pani Medlock
- Naomi Bell jako Martha
- Derek Jacobi jako Archibald Craven
- Joe Baker jako Ben Weatherstaff
- Frank Welker jako Drozd

## Fabuła
Po śmierci rodziców Mary Lennox musi zamieszkać u wujka Cravena, w jego posiadłości Misselthwaite Manor w Yorkshire w Anglii. Dziewczynka nie potrafi odnaleźć się w nowym położeniu. Brakuje jej przyjaciół, z którymi mogłaby się bawić. Pewnego razu pokojówka Martha opowiada Mary o tajemniczym ogrodzie, ukrytym gdzieś na terenie posiadłości. Dziewczynce udaje się odnaleźć do niego wejście i poznać skrywany w nim sekret.